# ژرژ سرس
ژرژ سرس (انگلیسی: Georges Sérès؛ ۶ آوریل ۱۸۸۷ – ۲۶ ژوئن ۱۹۵۱) ورزشکار دوچرخه‌سواری پیست اهل فرانسه بود.
وی در مسابقات کشوری و بین‌المللی در مجموع برندهٔ ۱ مدال طلا، ۱ مدال نقره، ۱ مدال برنز شده‌است.